# Réseau universitaire intégré de santé et de services sociaux de l’Université de Montréal

Logotype du RUISSS de l'UdeM.

Le Réseau universitaire intégré de santé et de services sociaux de l’Université de Montréal (RUISSS de l'UdeM) est un des quatre RUISSS du Québec. Il regroupe quatre facultés et une école parafacultaire de sciences de la santé de l’Université de Montréal dans le plus vaste réseau d’organisations et d’établissements de santé et de service sociaux à vocation universitaire de la province. Ces facultés et école sont : la Faculté de médecine, la Faculté de médecine dentaire, la Faculté de pharmacie, la Faculté des sciences infirmières et l'École de santé publique. 

## Territoire desservi
En ce qui a trait aux services à la population, le territoire desservi par le RUISSS de l'UdeM rassemble près de la moitié des habitants du Québec. Il comprend, :
- Une partie de la région de Montréal : 
  - Quatre établissements non fusionnés :
    - Le Centre hospitalier de l’Université de Montréal (CHUM);
    - Le Centre hospitalier universitaire Sainte-Justine (CHU Sainte-Justine);
    - L'Institut national de psychiatrie légale Philippe-Pinel;
    - L'Institut de cardiologie de Montréal (ICM).

  - Trois centres intégrés universitaires de santé et de services sociaux (CIUSSS) :
    - De l'Est-de-l'Île-de-Montréal;
    - Du Centre-Sud-de-l’Île-de-Montréal;
    - Du Nord-de-l’Île-de-Montréal.

- En dehors de la métropole : 
  - Un CIUSSS : 
    - De la Mauricie-et-du-Centre-du-Québec (partagé avec le RUISSS de l'Université de Sherbrooke[4]);

  - Cinq centres intégrés de santé et de services sociaux (CISSS) : 
    - De Laval;
    - Des Laurentides;
    - De Lanaudière;
    - De la Montérégie-Centre (partagé avec le RUISSS de l'Université de Sherbrooke[5]);
    - De la Montérégie-Est (partagé avec le RUISSS de l'Université de Sherbrooke[5]).

Le RUISSS de l'UdeM est aussi affilié académiquement avec le CIUSSS du Saguenay—Lac-Saint-Jean. 